# Phaciocephalus pallidovenosa
Phaciocephalus pallidovenosa är en insektsart som först beskrevs av Stsl 1862.  Phaciocephalus pallidovenosa ingår i släktet Phaciocephalus och familjen Derbidae. Inga underarter finns listade i Catalogue of Life.